# Mike Smith (judoka)
Mike Smith (6 de septiembre de 1961) es un deportista neozelandés que compitió en judo. Ganó cinco medallas en el Campeonato de Oceanía de Judo entre los años 1981 y 1988.

## Palmarés internacional
| Campeonato de Oceanía | Campeonato de Oceanía    | Campeonato de Oceanía | Campeonato de Oceanía |
| Año                   | Lugar                    | Medalla               | Categoría             |
| --------------------- | ------------------------ | --------------------- | --------------------- |
| 1981                  | Suva (Fiyi)              | Medalla de oro        | –86 kg                |
| 1983                  | Numea (Francia)          | Medalla de oro        | –95 kg                |
| 1985                  | Auckland (Nueva Zelanda) | Medalla de oro        | –95 kg                |
| 1985                  | Auckland (Nueva Zelanda) | Medalla de bronce     | Abierta               |
| 1988                  | Sídney (Australia)       | Medalla de plata      | –95 kg                |